# Cymatophoropsis unca
Cymatophoropsis unca là một loài bướm đêm trong họ Noctuidae.